# Villa Corzo (kommun)
Villa Corzo är en kommun i Mexiko.   Den ligger i delstaten Chiapas, i den sydöstra delen av landet, 700 km sydost om huvudstaden Mexico City.
Följande samhällen finns i Villa Corzo:
- Villa Corzo
- San Pedro Buenavista
- Manuel Ávila Camacho
- Embarcadero de Jericó
- Loma Bonita
- Santiago
- Veinticuatro de Diciembre
- Ignacio Zaragoza
- La Libertad
- Tierra Santa
- Unión del Carmen
- Nuevo San Juan
- Francisco I. Madero
- Doctor Belisario Domínguez
- San Julián
- La Fraylesca
- Río Grande
- Plan de Ayala
- El Retiro
- Los Amates
- Ocotal Maravillas
- La Ceiba
- La Sierrita
- El Nuevo Refugio
- Lázaro Cárdenas
- San Marcos
- Sierra Morena
- Veinticuatro de Febrero
- Lindavista
- San Juan de los Ángeles
- Patria Chica
- Nuevo Mitontic
- La Ramona
- Calzada el Provinciano
- 20 de Noviembre
- La Nueva Reforma Agraria
- San Francisco de Asís
- Plan de Ayala
- Buenavista
- Hoja Blanca
- Guadalupe
- Candelaria
- Bonanza